# Bushbuckridge (gmina)
Bushbuckridge – gmina w Republice Południowej Afryki, w prowincji Mpumalanga, w dystrykcie Ehlanzeni. Siedzibą administracyjną gminy jest Bushbuckridge.